# Réti iszalag
A réti iszalag (Clematis integrifolia) a boglárkavirágúak (Ranunculales) rendjébe, ezen belül a boglárkafélék (Ranunculaceae) családjába tartozó faj. Jellegzetes, könnyen felismerhető faj. Rokona, a ritka havasi iszalag szára fásodó, kúszó, levelei hármasan összetettek, így vele nem lehet összetéveszteni.

## Élőhelye, előfordulása
Inkább mészkedvelő, ártéri réteken, lápréteken, kaszálóréteken, legelőkön, szikes réteken, hegyi réteken, cserjésekben, száraz tölgyesekben, szikes erdőtisztásokon, erdőszéleken, löszgyepekben találkozhatunk vele. Előfordulása Magyarországon: Cserehát, Bükk-vidék, Mátra, Mátraalja, Cserhát, Ipoly-vidéke, Börzsöny, Visegrádi-hegység, Mecsekalja, Szekszárdi-dombvidék, Szigetköz, Kis-Alföld, Dráva-sík, Mezőföld, Sárköz, Mohácsi-sík, Szentendrei-sziget, Pesti-sík, Bodrogköz, Tiszántúl, Duna-Tisza köze.

## Leírása
Egyszerű vagy elágazó szárú 20–80 cm magas növény. A szár és a virágkocsány bársonyosan szőrös. Levelei átellenesek (ritkán hármas örvben állók), lándzsásak vagy tojásdadok (5-10x2-6 cm), az alsók ékvállúak, a felsők szíves vállal ülők, rendesen csónakszerűen öblösek, merevek.
A levelek a fonák oldalerezetén és az éleken pillás-szőrösek. Bókoló, kéktől a sötétliláig változó színű virágai magánosan vagy 2-3-ával fejlődnek. A lepel 4(-5) 0,5-1,2 cm széles, 2–5 cm hosszú cimpára tövig hasadó. A cimpák gyakran megcsavarodnak, hátukon 3-6 kiálló hosszborda húzódik, a szélső bordákon kívül bársonyos-szőrösek. Május-június elején virágzik. Porzó és termő számos, gyapjas. Termései repítőszőrös aszmagok.

## Képek

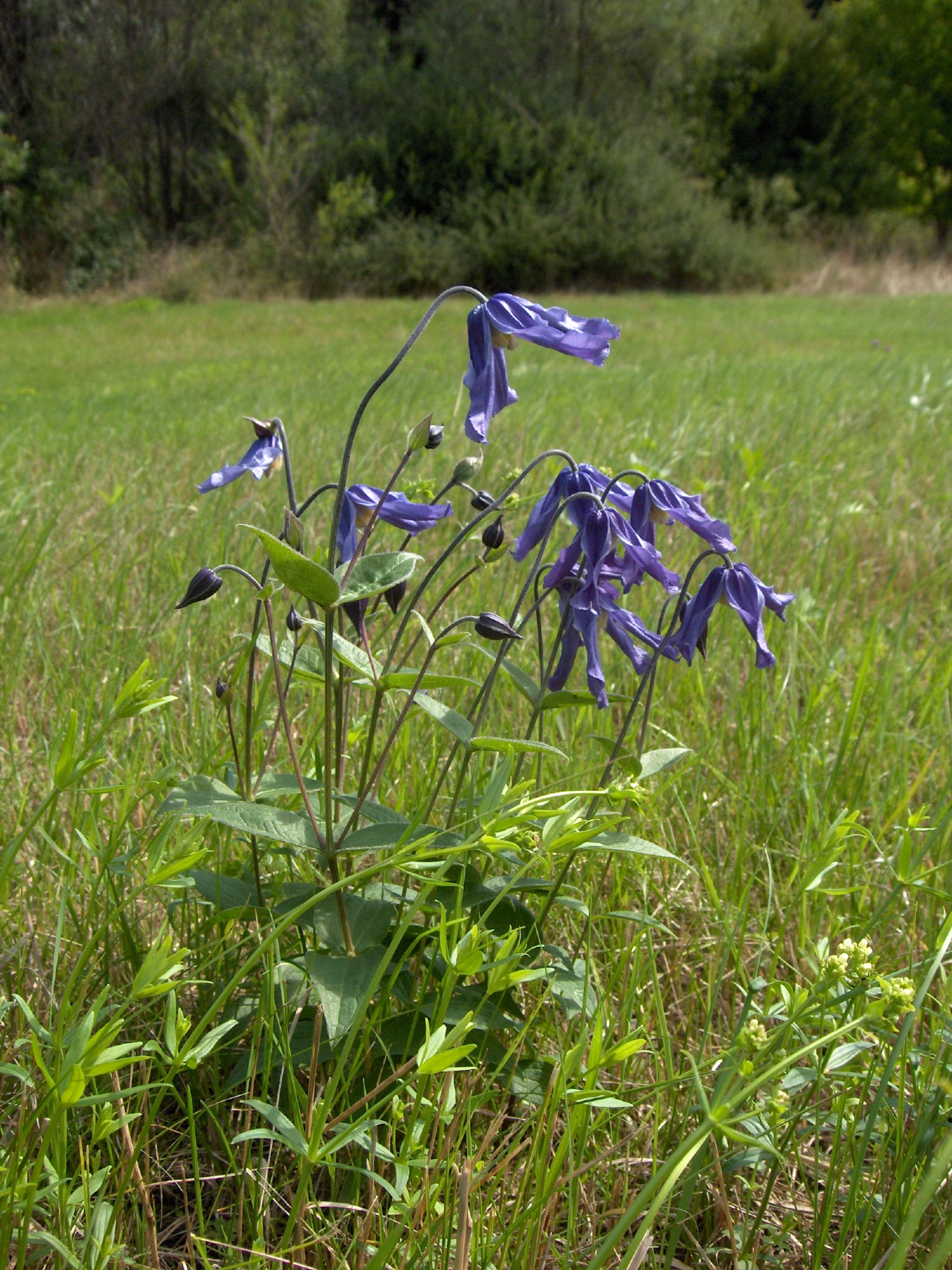
Réti iszalag egy kaszálóréten Ipoly mellett.
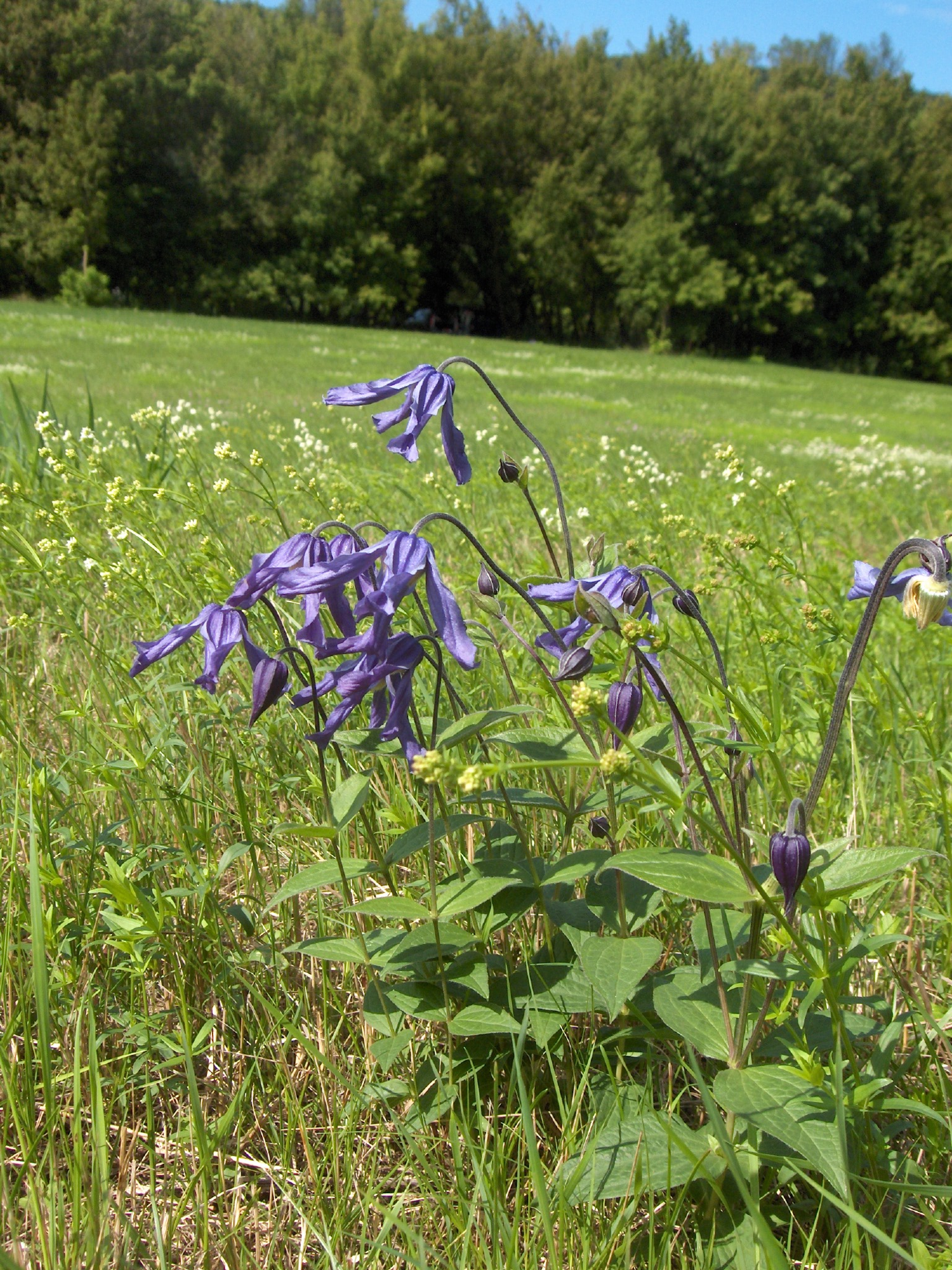
Réti iszalag Ipolydamásd mellett
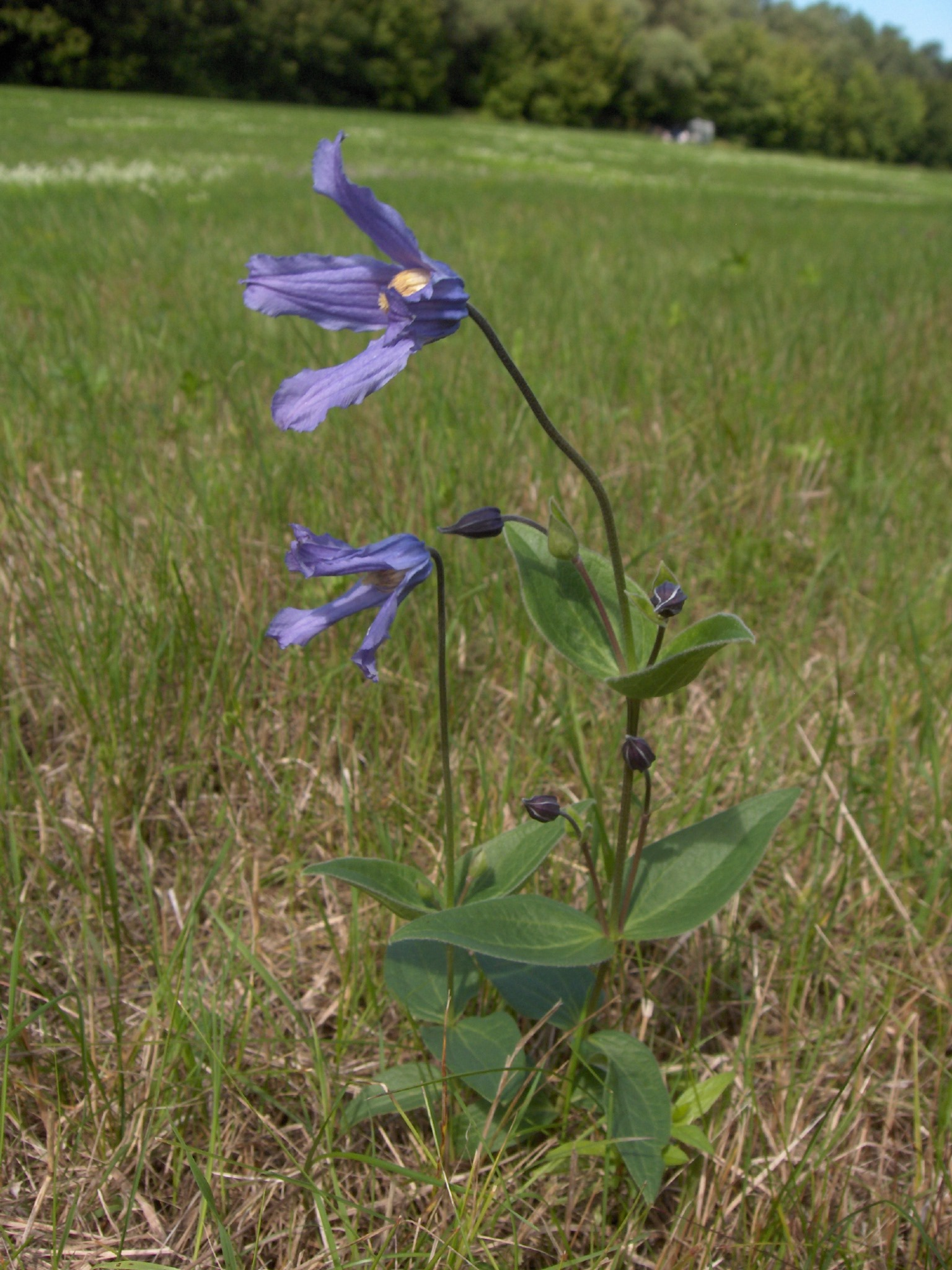
Virága
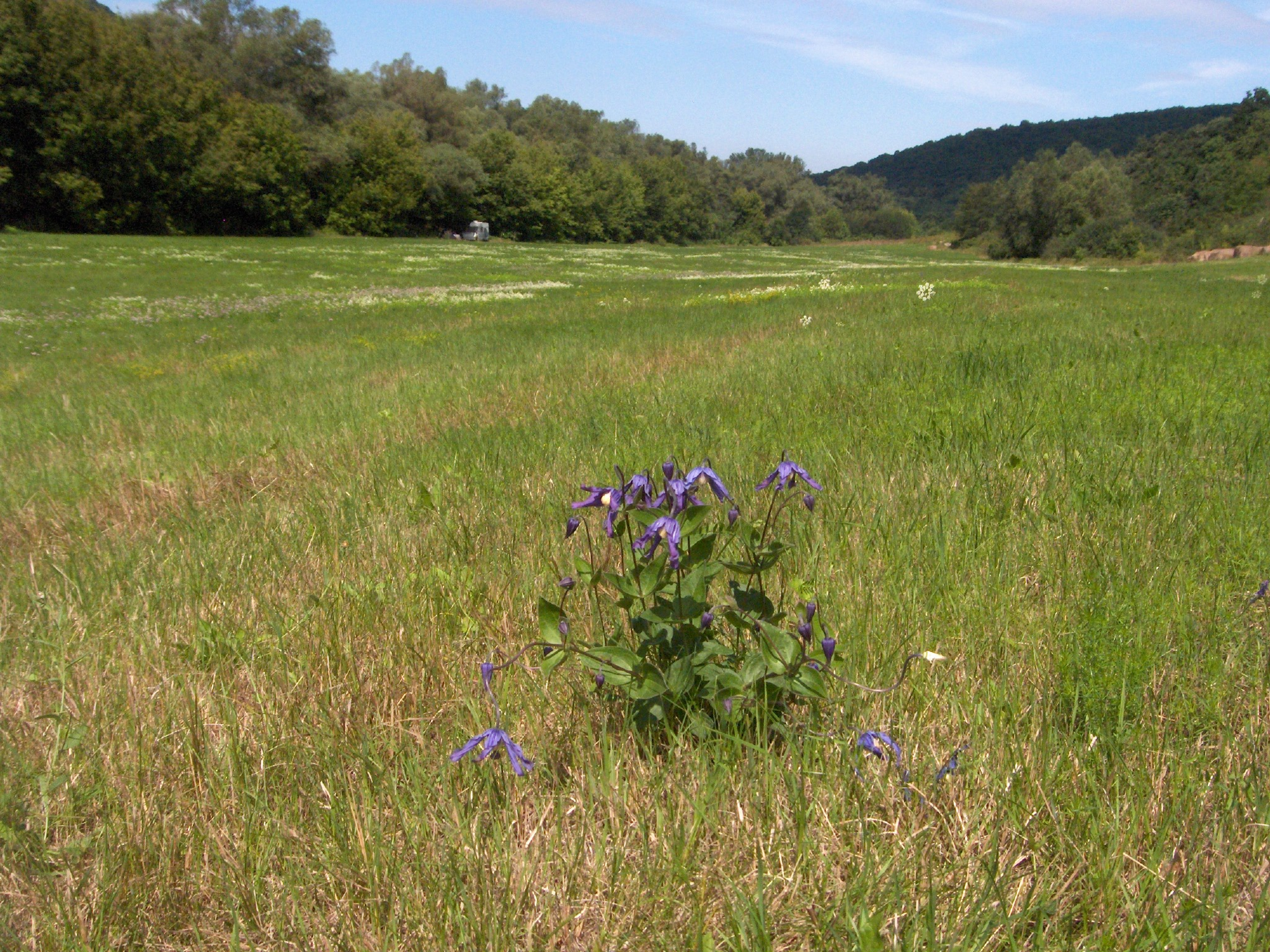
Réti iszalag egy Ipoly melletti kaszálóréten
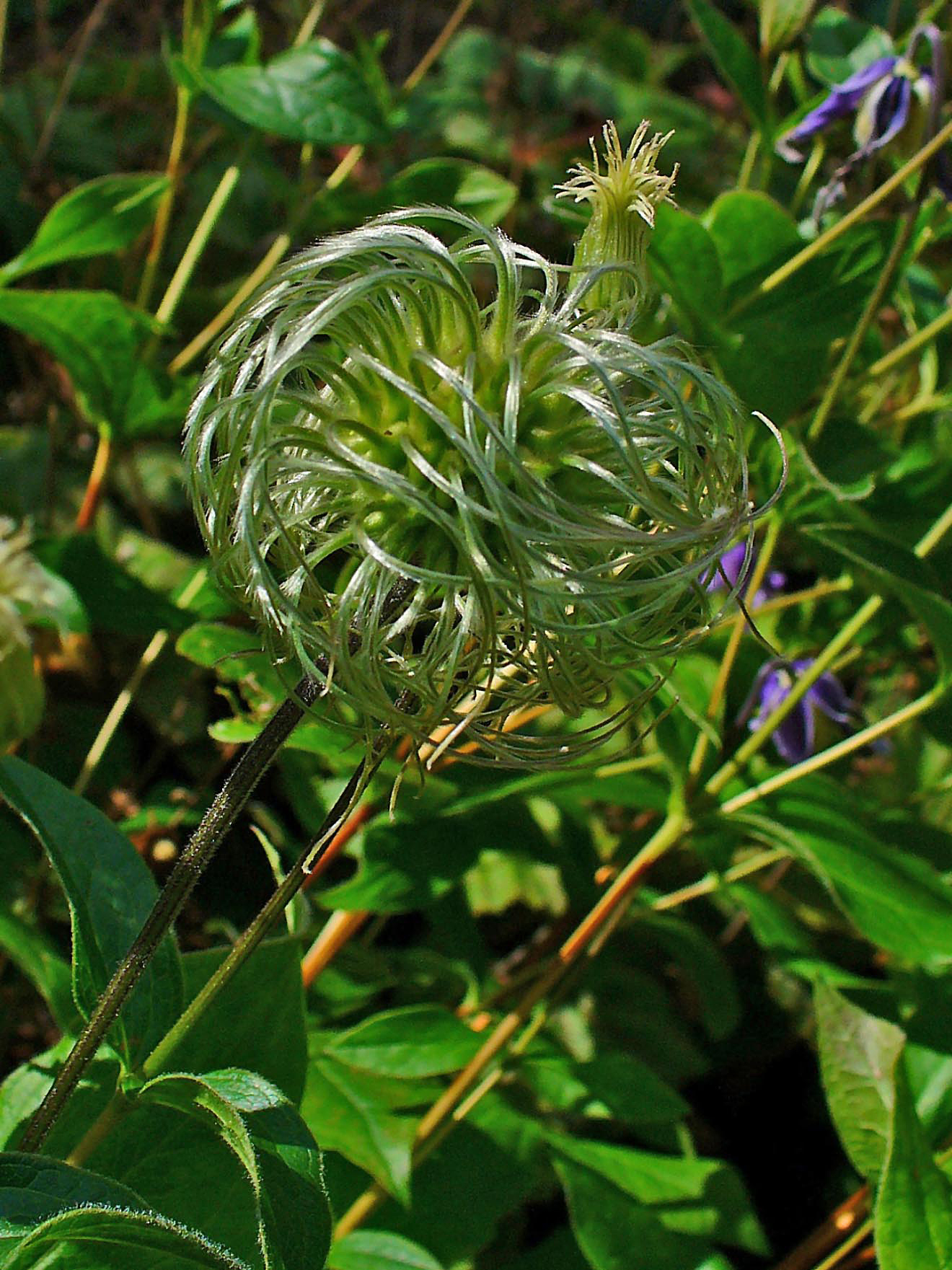
termése